# Hellmuth von Mücke

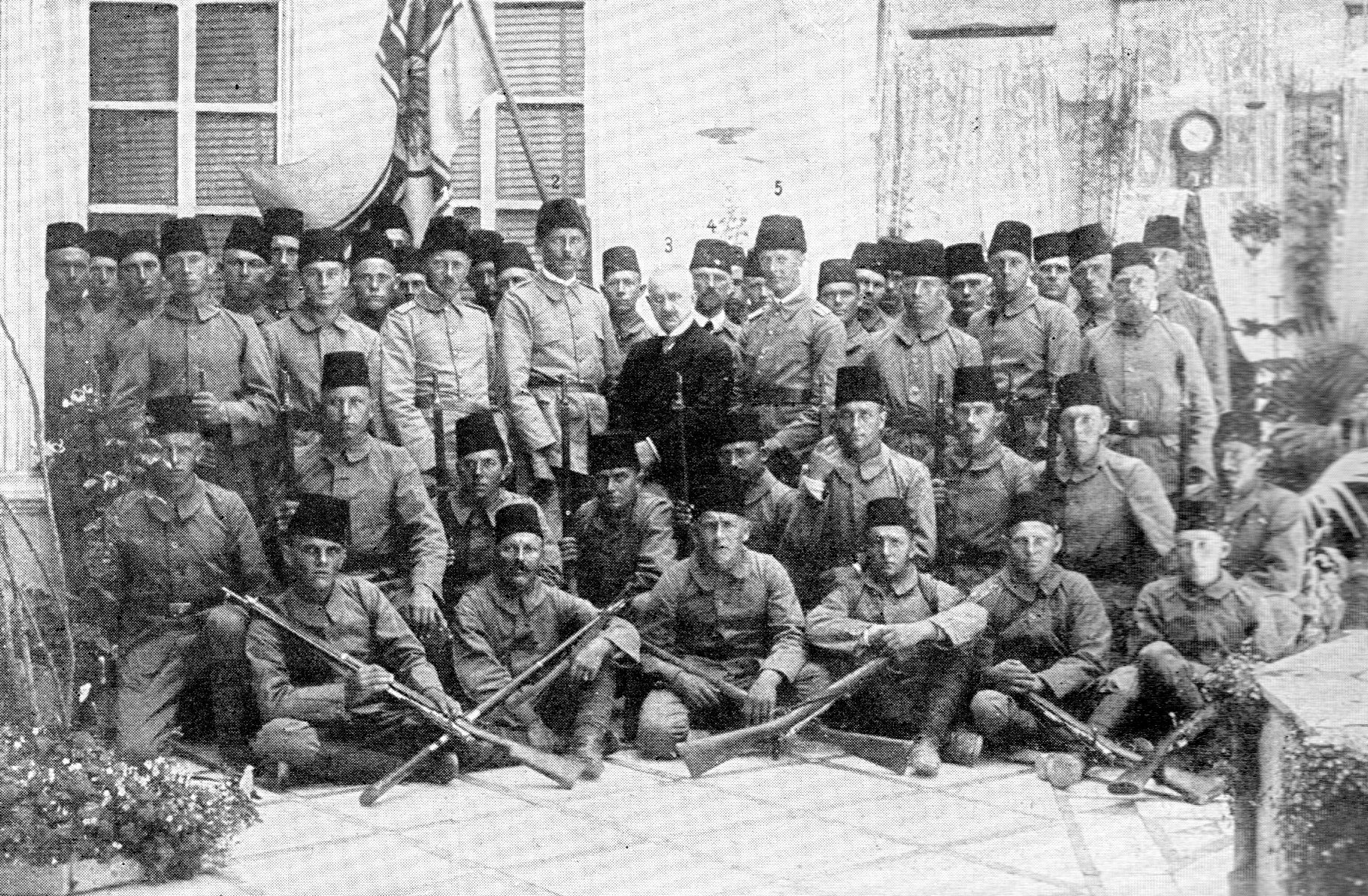
Enheten från kryssaren Emden vid ett tågstopp i Damaskus, von Mücke är märkt med nummer 2.

Hellmuth von Mücke, född 25 juni 1881, död 30 juli 1957, var en tysk sjöofficer.
von Mücke är mest känd för den skicklighet och uthållighet han visade då han, som sekond på den första tyska kryssaren Emden, under pågående krig lyckades föra ett hundratal man ur besättningen hem till Tyskland från Kokosöarna efter kryssarens undergång i november 1914.
Besättningen av kryssaren Emden hade i november 1914 uppdraget att förstöra den brittiska radiostationen på Kokosöarna. När Emden sänktes av en australisk kryssare äntrade det tyska manskapet under von Mückes ledning det brittiska segelfartyget Ayesha och flydde till Padang på Sumatra som vid tillfället var en av Nederländernas kolonier. Enheten bytte till ett tyskt ångfartyg och fortsatte resan mot Röda havet där de flera gånger hamnade i strid med beduiner. I början av maj 1915 nådde von Mückes manskap en järnvägsstation och den 23 maj ankom tåget i Konstantinopel. Von Mücke var under senare krigsår ledare av en tysk flotta på floden Eufrat samt av en flotta på floden Donau. Han avslutade Första världskriget som örlogskapten.
Von Mücke blev under Weimarrepubliken publicist och politiker. Han var först medlem i Tysknationella folkpartiet och senare i NSDAP. Von Mücke förespråkade ett samarbete med socialdemokraterna och kommunistpartiet vad som avvisades av nazistpartiets ledning och han lämnade NSDAP. Hans synsätt betraktades under Tredje riket som statsfientligt och han hamnade kortvarig i fångenskap. Efter andra världskriget publicerade von Mücke texter som motsatte sig återskapandet av en tysk armé.